# Akaflieg Cologne projet LS11

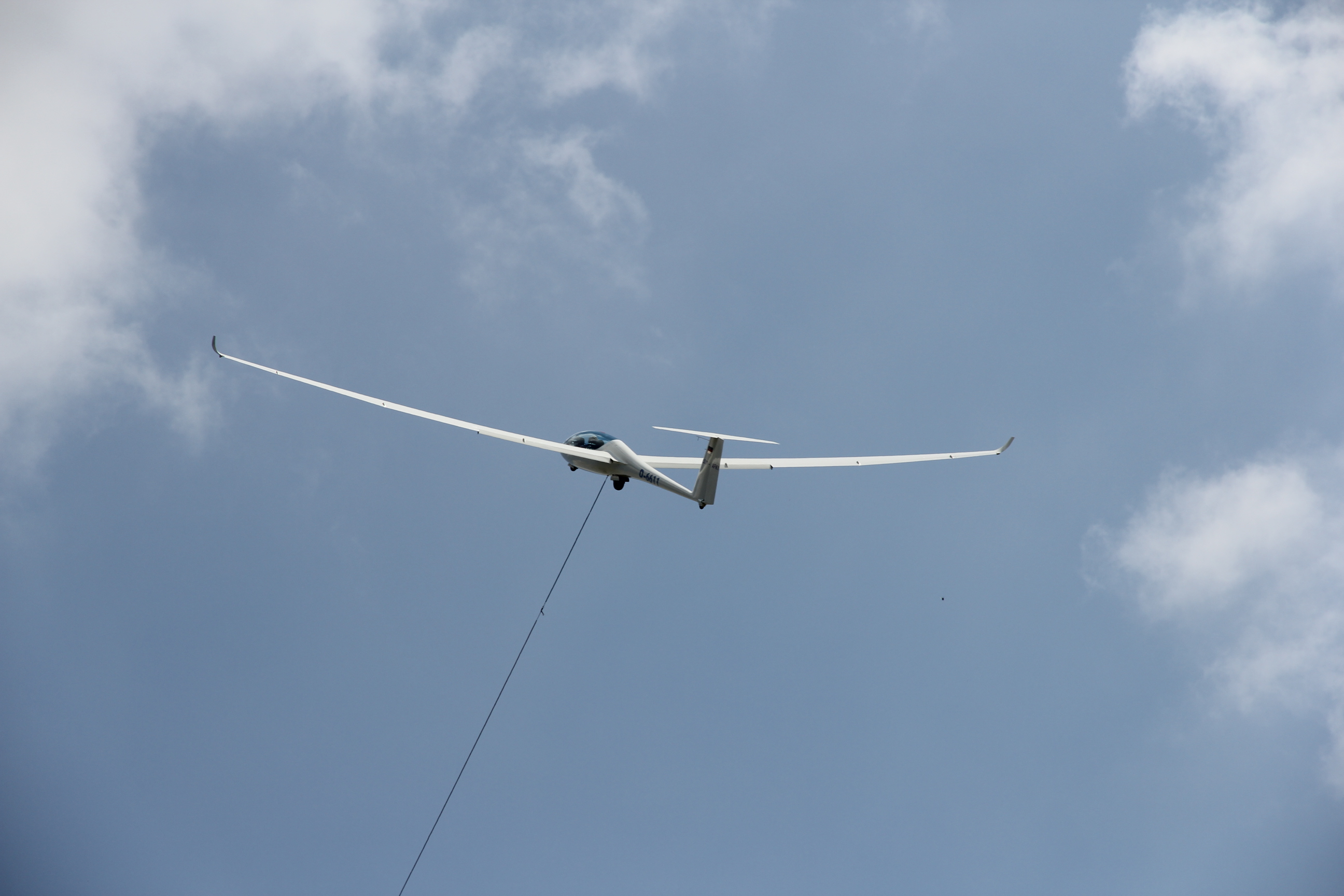
LS11 en vol

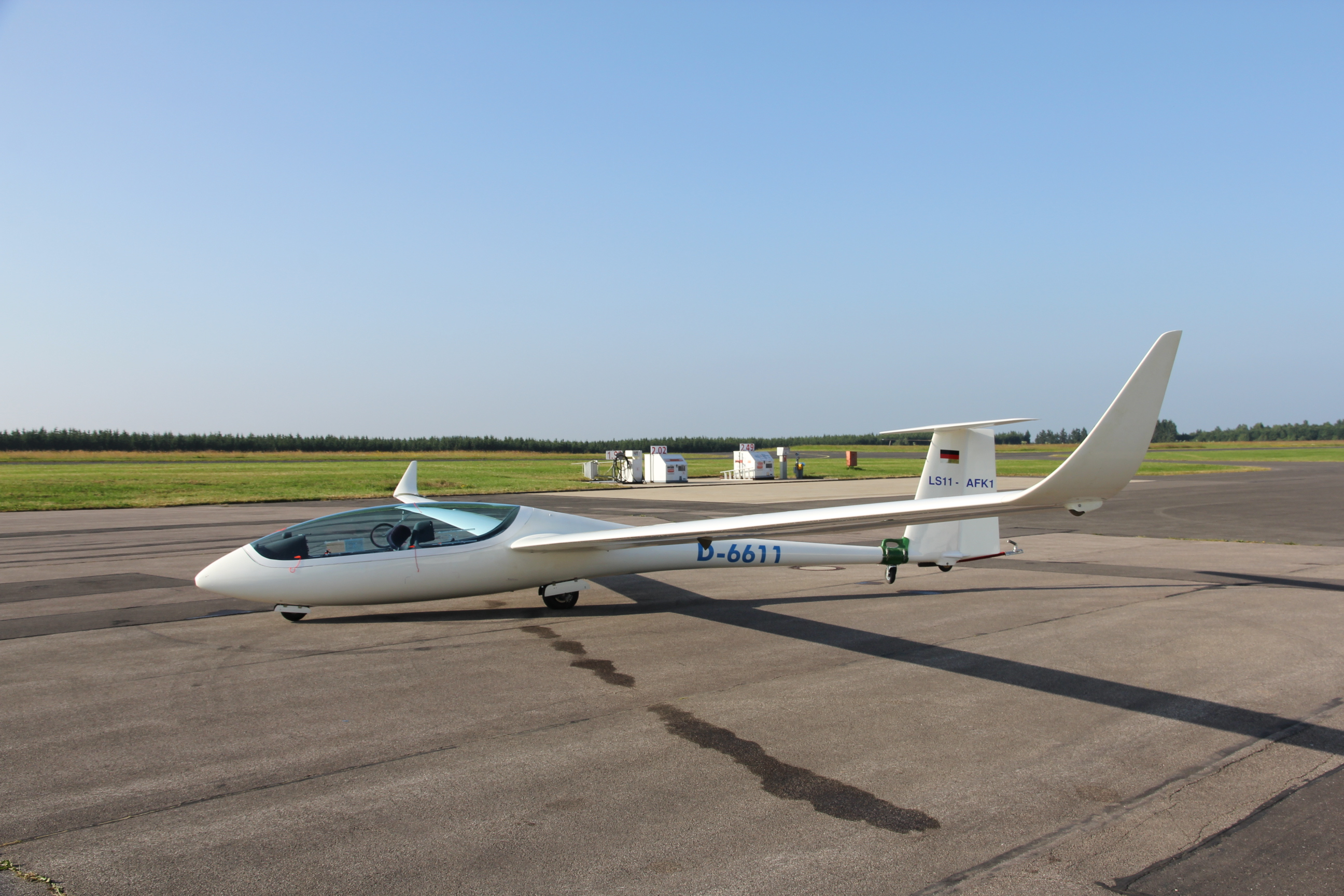
LS11 au sol

Le LS11 ou AFK1 est un prototype de planeur biplace actuellement en projet à l'Akaflieg de l'université de Cologne (Section aéronautique de l'université de Cologne). Le premier vol du LS11 fut effectué le 5 novembre 2005.

## Historique
En 2000, Akaflieg Köln a lancé le projet pour la conception d'un planeur nommé AFK1. Dans le but de réduire les couts, il fut décidé d'utiliser un maximum de composants standard LS dans le projet. Avec l'aide de Wolf Lemke pour les calculs aérodynamiques et structuraux, ceci a mené au projet qui fut également nommé LS11 par Rolladen-Schneider.
Le but du projet est de concevoir et construire un planeur capable d'être utilisé pour l'école et également avoir de bonnes capacités en vol en campagne et en compétition.
Le LS11 a des ailes modifiées provenant du LS6. Le Akaflieg Darmstadt D41, planeur biplace côte à côte dont le premier vol a eu lieu en 1993, a démontré que l'aile du LS6 avait de bonnes performances pour un biplace. Les étudiants de l'Akaflieg ont jugé qu'ils pourraient en profiter et améliorer cette conception.
La structure d'aile a été redessinée et ressemble légèrement à celle du LS9. Les ailes ont été construites partiellement en fibre de carbone, à l'usine de Rolladen-Schneider à Egelsbach pendant l'été 2001, alors que les rallonges d'ailes proviennent des moules développés par le groupe de Darmstadt pour le planeur D41.
Le projet LS11 a été présenté à l'état de prototype en 2003 et en 2005 à l'exposition aéronautique de Friedrichshafen.
Le premier vol a eu lieu le 5 novembre 2005, et normalement un programme d'essai de vol complet aura lieu en 2006.
Les essais en vol seront effectués au terrain d'aviation de l'Akaflieg Köln.
Le LS11 sera en production chez le constructeur slovène AMS-Flight. Si ceci se réalise, ce sera probablement le premier prototype développé par un Akaflieg qui aura atteint la mise en production.

## Description
Le LS11 a une aile constituée de 4 parties pour atteindre une envergure de 18 à 21 mètres. Le prototype a une envergure de 20 mètres en accord avec la nouvelle classe biplace pour la compétition.
Les ballasts d'ailes permettent d'obtenir une charge alaire de 50 kg/m². Deux ballasts intégrés dans la gouverne de direction permettent de régler la position du centre de gravité.
Le poids à vide était une sérieuse préoccupation lors de la conception pour faciliter le maniement au sol. Comme l'augmentation de la surface alaire était limitée (l'aile originelle était sur un monoplace), les étudiants de l'Akaflieg ont cherché à réduire la masse à vide pour garder la charge alaire dans des limites raisonnables pour la version 18 mètres.
Quelques parties du fuselage ont été adaptées de la production existante de Rolladen-Schneider comme la gouverne de dérive venant du LS4 et l'empennage de LS8. Mais la conception a malgré tout demandé une étude approfondie. L'envergure du volet de profondeur a été augmentée; la gouverne de direction a été grandie et élargie pour fournir la puissance exigée sans pénaliser le montage de l'empennage horizontal.
Le cockpit est construit en fibre de carbone et de Kevlar, il a été conçu pour accueillir des personnes mesurant jusqu’à 2 mètres. L'espace disponible est somptueux pour les deux pilotes, supérieur à tous les autres biplaces. La place avant est semblable à l'habitacle du LS4, et l'organisation des deux sièges évitent l'interaction des 2 places (placement du palonnier arrière).
La charge maximale dans l'habitacle est de 230 kilogrammes.
La grande verrière est d'une seule pièce intégrant le tableau de bord dans l'armature de verrière. C'est une verrière qui bascule vers l'arrière comme une verrière arrière de ASK21 ou ASH 25. Le caractère pratique de ce concept pour de grandes verrières de planeur a déjà été examiné par Akaflieg de Cologne par la modification de trois planeurs Scheibe SF-34.
La charnière de la verrière est renforcée par de la fibre de carbone pour être capable de résister à un vent de 75 km/ si la verrière reste ouverte.
En cas d'urgence toutes les liaisons physiques entre le verrière et le fuselage se rompent.
Le planeur repose sur un train d'atterrissage principal et sur une roulette avant tous deux suspendus et rétractables via la même commande. Le planeur est également équipé d'une roulette de queue fixe. Le train principal est situé dans la zone du centre de gravité, ce qui permet d'éviter l'utilisation du trolley.
Toutes les commandes se connectent automatiquement pendant l'assemblage de la manière habituelle de LS. Le système de commande est constitué en grande partie de pièces standard LS. Les ailes sont verrouillées ensemble par deux tiges insérées dans les longerons, comme dans le LS6 et les planeurs suivants.
Une faible de vitesse à l'atterrissage est nécessaire pour un planeur d'école. Dès le départ, Wolf Lemke et Siegfried Piontowskiont ont décidé de mixer les ailerons et les volets de courbure. La boîte de mixage provient du ASW 27. En configuration d'atterrissage les volets de courbures sont inclinés à environ de 75 degrés quand les ailerons sont au neutre. Ce qui donne à faible vitesse de bonne réponse. Les aérofreins de type Schempp-hirth sont constitués de plusieurs palettes ce qui permet de contrôler l'angle de descente.

## Données techniques
| Désignation            | LS11 / AFK1                | LS11 / AFK1                               | LS11 / AFK1                |
| Classe de competition  | Classe FAI biplace ou Open | Classe FAI biplace ou Open                | Classe FAI biplace ou Open |
| Nombre de construit    | 1                          | 1                                         | 1                          |
| Equipage               | 2                          | 2                                         | 2                          |
| Dimension              |                            |                                           |                            |
| Envergure              | 18                         | 20                                        | 21 m                       |
| Surface alaire         | 13.4 m² (18 m)             | 14.0 m² (20 m)                            | 14.3 m² (21 m)             |
| Allongement            | 24.2 (18 m)                | 28.5 (20 m)                               | 30.8 (21 m)                |
| Masse et charge        |                            |                                           |                            |
| Masse à vide           | ca. 360 kg (18 m)          |                                           |                            |
| Masse maximale         | 670 kg                     |                                           |                            |
| Charge alaire          | ca. 32 to 50 kg/m² (18 m)  | ca. 31 to 47 kg/m² (20 m)                 |                            |
| Caractéristique de vol |                            |                                           |                            |
| Taux de chute minimale | ca. 0.63 m/s unballasted   | ca. 0.63 m/s unballasted                  | ca. 0.63 m/s unballasted   |
| Finesse maximale       | 46 at 100 km/h (18 m)      |                                           | 50 at 110 km/h (21 m)      |
| Taux de roulis         |                            | 4.5 s at 90 km/h (20 m) -45º to +45º bank |                            |